# Khalid Rehmat
Khalid Rehmat OFMCap (ur. 5 sierpnia 1968 w Mianwali) – pakistański duchowny rzymskokatolicki, kapucyn, wikariusz apostolski Quetty od 2021.

## Życiorys
Urodził się 5 sierpnia 1968 w Mianwali w prowincji Pendżab. Zanim wstąpił do zakonu kapucynów, był nauczycielem w szkole podstawowej. 28 grudnia 2007 złożył śluby wieczyste, a święcenia prezbiteratu przyjął 16 sierpnia 2008.
Po święceniach pełnił następujące funkcję: 2008–2014: wykładowca w Niższym Seminarium św. Marii w Lahaur (Dom Formacyjny Franciszkanów); 2008–2011: asystent rektora Domu Formacji Kapucynów; 2010–2014: nauczyciel programu międzyzakonnego w Lahaur; 2011–2014: koordynator Komisji Edukacyjnej wiceprowincji Zakonu Braci Mniejszych Kapucynów w Pakistanie; 2013–2021: redaktor katolickiego magazynu Naqeeb; 2015–2017: członek Kolegium Konsultorów archidiecezji Lahaur; 2016–2017: członek archidiecezjalnej Komisji Biblijnej; 2017–2020: koordynator Komisji Gospodarczej wiceprowincji Kapucynów w Pakistanie; 2014–2020: pastor parafii Matki Bożej z Góry Karmel w Sialkot; 2014–2020: członek Rady Prowincjalnej; 2020–2021: kustosz Kapucynów w Pakistanie.
1 stycznia 2021 papież Franciszek prekonizował go wikariuszem apostolskim Quetta. 25 marca 2021 otrzymał święcenia biskupie w prokatedrze Różańca Świętego w Kweta i tym samym obejął wikariat w posiadanie. Głównym konsekratorem był arcybiskup Christophe El-Kassis, nuncjusz apostolski w Pakistanie, zaś współkonsekratorami kardynał Joseph Coutts, emerytowany metropolita Karaczi, i arcybiskup Joseph Arshad, biskup diecezjalny Islamabadu-Rawalpindi.